# Brolo
Brolo is een gemeente in de Italiaanse provincie Messina (regio Sicilië) en telt 5595 inwoners (31-12-2004). De oppervlakte bedraagt 7,9 km², de bevolkingsdichtheid is 708 inwoners per km².
De volgende frazioni maken deel uit van de gemeente: Piana, Iannello, Lacco, Sellica, Malpertuso, Lago, Filanda, S. Anna, Parrazzà, Casette.

## Demografie
Brolo telt ongeveer 2266 huishoudens. Het aantal inwoners steeg in de periode 1991-2001 met 8,3% volgens cijfers uit de tienjaarlijkse volkstellingen van ISTAT.
| Jaar | Inwoneraantal |
| ---- | ------------- |
| 1991 | 5072          |
| 2001 | 5495          |

## Geografie
Brolo grenst aan de volgende gemeenten: Ficarra, Naso, Piraino, Sant'Angelo di Brolo.